# ファンシーGUYきゃとらん
『ファンシーGUYきゃとらん』（ファンシーガイきゃとらん）は、くぼたまことによる漫画。『月刊アフタヌーン』（講談社）において、2007年11月号から2010年2月号まで連載された。全28話。単行本全2巻。
猫のきゃとらんを中心に、ファンシーキャラクター（マスコット）達の生活を題材とする日常系ギャグ漫画。同じ作者の『天体戦士サンレッド』と同様、神奈川県川崎市を主な舞台としている。

## 登場キャラクター
きゃとらん
主人公。白い猫のぬいぐるみ状ファンシーキャラクターで、中野島の古びたアパート・第二木村荘に住んでいる。礼儀正しく、後輩の面倒見も良いことから同僚や先輩の評判は良いがいつも食費に悩んでおり、いかにしてタダメシにあり付くかで常に悩んでいる。
貧乏生活を送るのには理由があった。物語終盤で明らかになり、まさかの展開となる。
まっくん
きゃとらんの先輩で、（株）ファンシーで一番人気を誇る熊のファンシーキャラクター。「カリスマファンシーキャラクター」と呼ばれる。きゃとらんの貧乏生活の理由を知っている数少ない人(?)物。その為かきゃとらんを贔屓にしており、しばしばお小遣いや差し入れを手渡してくれる。
どっとくん
トドのファンシーキャラクター。若手で伸びざかりの後輩キャラ。
ポッピー
カンカン帽をかぶった犬のファンシーキャラクター。胃潰瘍で入院し手術を受けるが、その際に出来た痕跡部分の体毛が薄くなってしまう。
ぴくりん
ネズミのファンシーキャラクター。若手なのに血圧が高いのが悩み。
はぜぴー
ハゼ（魚）のファンシーキャラクター。主にツッコミ役を担当する。
がりぱん
瓶底眼鏡を掛けたパンダのファンシーキャラクター。（株）ファンシーの若手キャラクターでNo.1の人気を誇り、各地を営業で飛び回っている。
こっこちゃん
ニワトリのファンシーキャラクター。人間の女性と結婚している。妻と前夫の間の連れ子はグレているが、「真正面から受け止めてやろう」と思っているとのこと。
ノーマン
ホッケーマスクと包丁がトレードマークの殺人鬼のキャラクター。（株）ファンシーの「ホラー部門」に所属する若手キャラクターで根っからの殺人鬼。オンとオフの区別はついているが、酒を飲むとスイッチが壊れることもあるので注意が必要である。
チャバくん
お茶の葉っぱのファンシーキャラクター。静岡の名産にちなんだキャラ4人組「S4：しずおか４」のメンバーで（株）ファンシーのNo.2。静岡県のご当地キャラであるが本当は東京都の亀有（葛飾区）の出身。しかも、本当は「お茶の葉っぱ」ではない。本名は「草野」。性格が悪く問題児である。
社長
株式会社ファンシーの社長で貧乏生活の理由を知っている数少ない人物。そんなきゃとらんを売れっ子にするべく鬼をマネージャーにつける。
鬼 ちひろ（おに ちひろ）
きゃとらんに新たに付いたやり手のマネージャー。その名の通り鬼のように厳しい眼鏡キャラの女性。「冴えない中堅」であるきゃとらんの人気底上げのために大阪支部からやって来た。
当初は厳しく接するが、きゃとらんの貧乏生活の理由を知り、ある行動に出る。

## 書誌情報
- くぼたまこと 『ファンシーGUYきゃとらん』 講談社〈アフタヌーンKC〉、全2巻
  1. 2009年3月23日初版発行、ISBN 978-4-06-314557-1 - 描き下ろし4コマ漫画などのおまけページあり。
  2. 2010年1月25日初版発行、ISBN 978-4-06-310619-0 - 中野島周辺をきゃとらんが写真で紹介する「CATORAN中野島COMMENTARY」などのおまけページ多数あり。